# Lino Gutiérrez
Lino Gutiérrez Casado (Sabadell, Barcelona, España, 28 de marzo de 1959) es un exfutbolista español que se desempeñaba como centrocampista.

## Trayectoria
Lino es toda una referencia e institución en el Sabadell Futbol Club, siendo el jugador que ha vestido más veces en la historia la camiseta arlequinada del Sabadell. Jugó durante 13 campañas, no pudiendo jugar entre 1978 y 1980 ya que estaba haciendo el servicio militar, totalizando 335 partidos y 42 goles.
A pesar de su grandiosa historia con el Sabadell Futbol Club, Lino jugó una última temporada, la del 92/93 con el Terrassa.
En septiembre de 2021, el Sabadell Futbol Club decide nombrar la graba del famoso Fondo Sur en el estadio de la Nova Creu Alta de Sabadell (sede del club y donde desde finales de 1960 ha jugado sus partidos como local), como la "Grada Lino". Homenaje indiscutible a toda una leyenda del Sabadell Futbol Club que aún a día de hoy sigue vinculado al club en diferentes formas.

## Clubes
| Centre d'Esports Sabadell Futbol Club | España | 1977-1992 | Club | País | Año |
| Terrassa Futbol Club                  | España | 1992-1993 |      |      |     |